# طارق غول
طارق غول (انگلیسی: Tarek Ghoul؛ زادهٔ ۶ ژانویهٔ ۱۹۷۵) بازیکن فوتبال اهل الجزایر بود.
از باشگاه‌هایی که در آن بازی کرده‌است می‌توان به باشگاه فوتبال اتحاد الجزایر، باشگاه فوتبال مولودیه وهران، باشگاه فوتبال اتحاد الحراش، و باشگاه فوتبال مولودیه قسنطینه اشاره کرد.
وی همچنین در تیم ملی فوتبال الجزایر بازی کرده‌است.